# داروت كورجون

داروت كورجون هي قرية تقع في إقليم أوش أوبلاستي، قيرغيزستان.